# 長崎県立長崎南商業高等学校
長崎県立長崎南商業高等学校（ながさきけんりつ ながさきみなみしょうぎょうこうとうがっこう, Nagasaki Prefectural Nagasaki Minami Commercial High School）は、長崎県長崎市北浦町に所在した公立の商業高等学校。通称は「南商」（なんしょう）であった。

## 設置学科
- 商業科
- 情報処理科

## 所在地
- 〒851-0242 長崎県長崎市北浦町2885-1

## 概要
校訓
「創造・進取・向学」
校章
「南」と「商」の文字を組み合わせた校章となっている。
校歌
作詞は島崎重八、作曲は西村雄二による。歌詞は3番まであり、各番とも「ああ南商 われらが母校」で終わる。

## 沿革
- 1949年（昭和24年）9月20日 - 「長崎東高等学校茂木分校（定時制）が開校。茂木町立茂木小学校に併設。
- 1950年（昭和25年）3月22日 - 茂木町立茂木中学校の校舎に移転。
- 1953年（昭和28年）4月18日 - 茂木中学校の川向かいに独立校舎が完成し移転。中学校との併設を解消。
- 1969年（昭和44年）4月1日 - 移管により「長崎県立長崎南高等学校茂木分校」（定時制1学年1学級）となる。
  - 在校生（定時制2 - 4年生）[2]はそのまま長崎東高校茂木分校生として在籍。
- 1971年 （昭和46年）4月 - 同年度入学生から全日制・商業科1学年1学級編成となる。
- 1974年（昭和49年）4月 - 定時制課程を廃止。
- 1975年（昭和50年）4月 - 商業科を1学級増設。1学年2学級となる。
- 1977年（昭和52年）4月- 長崎県立長崎南高等学校から分離・独立し、「長崎県立長崎南商業高等学校」（最終名）となる。
- 1980年（昭和55年）5月 - 北浦町2885-1に新校舎が完成し、移転を完了。旧校舎は解体され、第二グランドとして整備された。
- 1986年（昭和61年）4月 - 情報処理科を新設。
- 1993年（平成5年）- 制服をブレザーに変更。
- 1994年（平成6年）- 図書館を改装。
- 2006年（平成18年）- 生徒募集を停止。
- 2008年（平成20年）- 男子の制服を紺色の詰襟とする。
  - 3月2日 - 最後の卒業式および閉校式を実施。
  - 3月31日 - 閉校。

## 部活動
運動部
- アーチェリー部
- ボート部
- 野球部
- 陸上部
- 弓道部
- テニス部
- サッカー部
- バレーボール部
- バスケットボール部

文化部
- ブラスバンド部
- 科学・写真部
- 放送部
- ワープロ部
- 商業調査部
- パソコン部
- 簿記部
- 電卓部
- ボランティア部
- 漫画研究会

## 閉校後の証明書発行等の事務
- 閉校後、長崎南商業高校卒業生への成績証明書や調査書などの発行業務は、長崎県立長崎南高等学校事務室に引き継がれている。

## 跡地の活用について
- 2010年（平成22年） 
  - 2月-長崎県立長崎図書館が所蔵資料の増加にともなう書庫スペースの確保のため、一般資料の一部を長崎市茂木（旧県立長崎南商業高校）等へ移動し、別館倉庫として利用している。ただしあくまで倉庫であるため、直接旧校舎に行って資料を借りることはできない。[3][4]
- 2011年（平成23年） 
  - 2月26-27日 - フリークライミングの一種「ボルダリング」の全国大会、ボルダリング・ジャパンカップ長崎大会が日本山岳協会の主催で旧長崎南商業高校体育館において開催された。[5]
  - 3月 - 長崎県立図書館再整備検討会議において、委員より新長崎県立図書館の建設地の可能性の1つとして提案、視察等が行われたが、交通アクセスや周辺環境の面で、最終的な候補には残らなかった。[6]
  - 4月 - 長崎県は東日本大震災で学校の施設が壊滅的な被害を受けた中学校・高等学校に対して、学校単位で本県施設等を提供し、就学支援を行うことを決定。受け入れることになった場合、旧長崎南商業高校校舎を教育施設に使用することにした（結局使用されることはなかった）。[7]
- 2013年（平成25年）6月5日 - 企業立地活用に伴う造成工事のために、校舎を解体（工事は10月18日に完了予定）

## アクセス
- 長崎バス 「南商前」（なんしょうまえ）
  - 閉校後の2008年9月のダイヤ改正で「座頭浜」（ざとばま）バス停に名称が変更された。2022年10月1日、茂木～東長崎営業所線（目永～片峰、山川河内橋～潮見町）が廃止されたため座頭浜バス停も廃止された[8]。なお、ここに近い既設停留所は「北浦」（きたうら）などのバス停となっている。
- 国道324号 - 長崎県道34号野母崎宿線

## 周辺
- 長崎市立茂木中学校
- 茂木湾
- 茂木漁港
- 茂木港高速船発着所 - 安田産業汽船が熊本県天草郡苓北町富岡港との間に高速船を運航している。
- 橘湾
- 赤崎鼻

## 参考資料
- 閉校記念誌「びわの風 南商31年の軌跡」（2008年（平成20年）3月, 長崎県立長崎南商業高等学校）
- 「南商のあゆみ - 長崎県立長崎南商業高等学校創立20周年・開校47周年記念 - 」（1996年（平成8年）10月,　長崎県立長崎南商業高等学校）
- 「長崎県立長崎南商業高等学校 創立10周年記念誌」（1986年（昭和61年）11月, 長崎県立長崎南商業高等学校）